# Beginenhaus (Bad Urach)

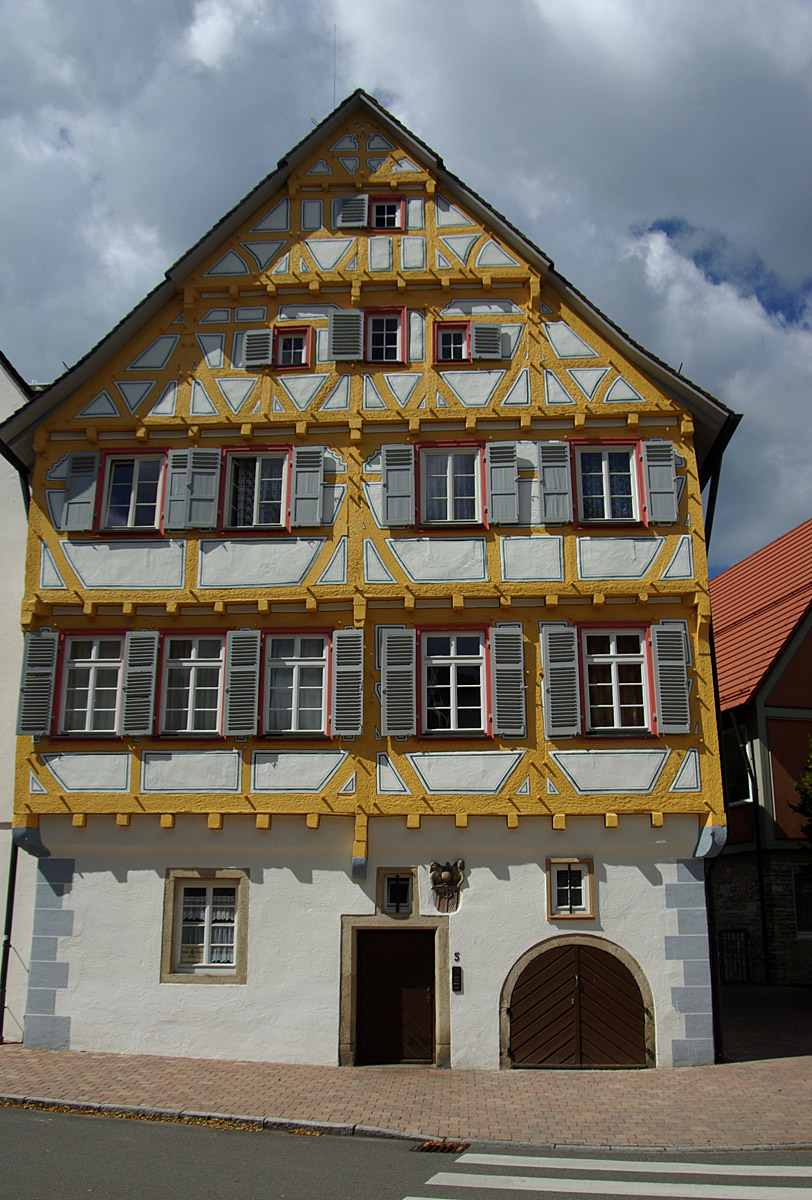
Beginenhaus Bad Urach

Das Beginenhaus ist ein Fachwerkhaus in Bad Urach aus dem 15. Jahrhundert.

## Gebäude
Das Haus befindet sich in der Altstadt von Bad Urach am Graf-Eberhard-Platz 5.
Es wurde um 1480 erbaut. Über dem Eingang ist ein Wappen Arma Christi erhalten. Im Inneren gibt es eine bemalte Holzdecke aus dem 16. Jahrhundert.

## Geschichte
Von 1454 ist die älteste Erwähnung von Beginen in Urach erhalten, die wahrscheinlich gerade ein Haus erhalten hatten. 1513 lebten sie nach der Augustinusregel (als Augustinerterziarinnen?) und erhielten eine Stiftung von einer Privatperson. Sie widmeten sich in Urach wahrscheinlich vor allem der Krankenpflege und dem Totengedenken, wie auch in anderen württembergischen Städten.
1537 wurde der Konvent nach Einführung der Reformation in Württemberg aufgelöst. Die Meisterin und die letzten vier Beginen aus Cannstatt, Weil und zwei weiteren Städten wurden in das Dominikanerinnenkloster Gnadenthal verlegt.
Das Haus wurde dem evangelischen Pfarramt  übergeben. Von 1548 bis 1558 lebten dort während des Augsburger Interims noch einmal drei Beginen.
Danach war das Gebäude weiter im Besitz der evangelischen Kirche und war zeitweise als Specialat Sitz des Dekans von Urach.